# André Bjerke
Jarl André Bjerke, né à Christiania le 30 janvier 1918 et mort à Oslo le 10 janvier 1985, est un écrivain et poète norvégien. Il a écrit un large éventail de documents : des poèmes (pour enfants et adultes), des romans policiers (quatre d'entre eux sous le pseudonyme de Bernhard Borge), des essais et des articles. Il a traduit des œuvres de Shakespeare, Molière, Goethe, Nerval et Racine . Bjerke était connu comme un éminent partisan de la langue Riksmål pendant la lutte linguistique norvégienne et de l' anthroposophie, en particulier dans les années 1950,. Plusieurs poèmes de Bjerke ont été traduit en musique par Marcus Paus. 

## Prix
- 1958 : Prix Bastian (Bastianprisen for oversettelsen)[4]
- 1963 : Prix de littérature de l'Association Riksmal (Riksmålsforbundets litteraturpris)[5]
- 1967 : Prix des auditeurs radio de l'Association Riksmal (Riksmålsforbundet : Lytterprisen)[6]
- 1972 : Association norvégienne des traducteurs littéraires (Norsk kulturråds oversetterpris)[7]
- 1973 : Prix d'honneur du Riverton Club (Rivertonklubbens ærespris)[8]
- 1980 : Prix de la culture de la ville d'Oslo (en) (Oslo bys kulturpris )